# Mushu
Mushu is een fictieve draak uit de Disney film Mulan en het vervolg Mulan II. Mushu is het kleine draakje dat met Mulan mee ten strijde trekt. 
Mushu was ooit de beschermdraak van Mulans familie, de Fa's. Sindsdien is hij echter verstoten naar de beschamende positie van vuurspuwer en is zijn enige taak het slaan op de gong doordat hij tijdens zijn laatste taak Fa Deng niet kon beschermen in de oorlog. Als Mulan wegloopt van huis, is het Mushu's taak de "Grote Stenen Draak" te wekken met zijn gong. In plaats daarvan vernietigt hij de draak per ongeluk, waarna hij zelf achter Mulan aan gaat. Met zijn hulp belandt Mulan vaak nog verder in de problemen, maar af en toe komt hij ook van pas. Tijdens het gevecht van het leger met de Hunnen, laat Mulan Mushu een vuurpijl aansteken in de richting van een berg, waarna de Hunnen bedolven worden onder een lawine. Zelf moeten de twee echter ook vluchten voor de sneeuw. In een poging aanvoerder Shang te helpen, wordt Mulan echter ontmaskerd als vrouw, die in het leger verboden zijn. Ze wordt achtergelaten met Mushu. Dan zien ze echter dat niet alle Hunnen onder de sneeuw werden bedolven. Een aantal gaat alsnog op weg naar het Keizerlijk paleis om de macht over te nemen. Mushu en Mulan weten de Keizer echter te redden waarna Mulan gehuldigd wordt voor het redden van China.
De stem van Mushu werd voor de Amerikaanse tekenfilm ingesproken door Eddie Murphy. In de Nederlandse versie werd de stem van Carlo Boszhard gebruikt en in de Vlaamse versie die van Gène Bervoets. Tegenwoordig is de Nederlandse stem van Mushu Huub Dikstaal voor kleinere tekenfilms wat voorheen Bram Bart was. 